# بو (تلمارك)
بو (بالنرويجية: Bø)‏ هي بلدية في مقاطعة تلمارك، النرويج. تُعد جزءاً من منطقة وسط تلمارك التقليدية. المركز الإداري للبلدية هو قرية بو في تلمارك Bø i Telemark.
انفصلت منطقة لونده عن بو في عام 1867 لتصبح بلدية منفصلة، ثم أصبحت الآن جزءًا من بلدية نومه. واعتباراً من 1 يناير 2020 تم دمج بو مع بلدية ساوهاراد المجاورة، وسُميت البلدية الجديدة «وسط تلمارك» Midt-Telemark kommune واستمر مركزها الإداري في بو.

## شعار النبالة
يرجع شعار النبالة الخاص بالبلدية إلى العصر الحديث، حيث حصلت عليه تحديداً في 19 فبراير 1988، وتظهر فيه ثلاثة من آلات الكمان الموسيقية ذهبية اللون على خلفية حمراء. يرجع اختيار الكمان كرمز للبلدية إلى شهرتها تاريخياً بتقاليدها الموسيقية، وكذلك بصناعة آلات الكمان.

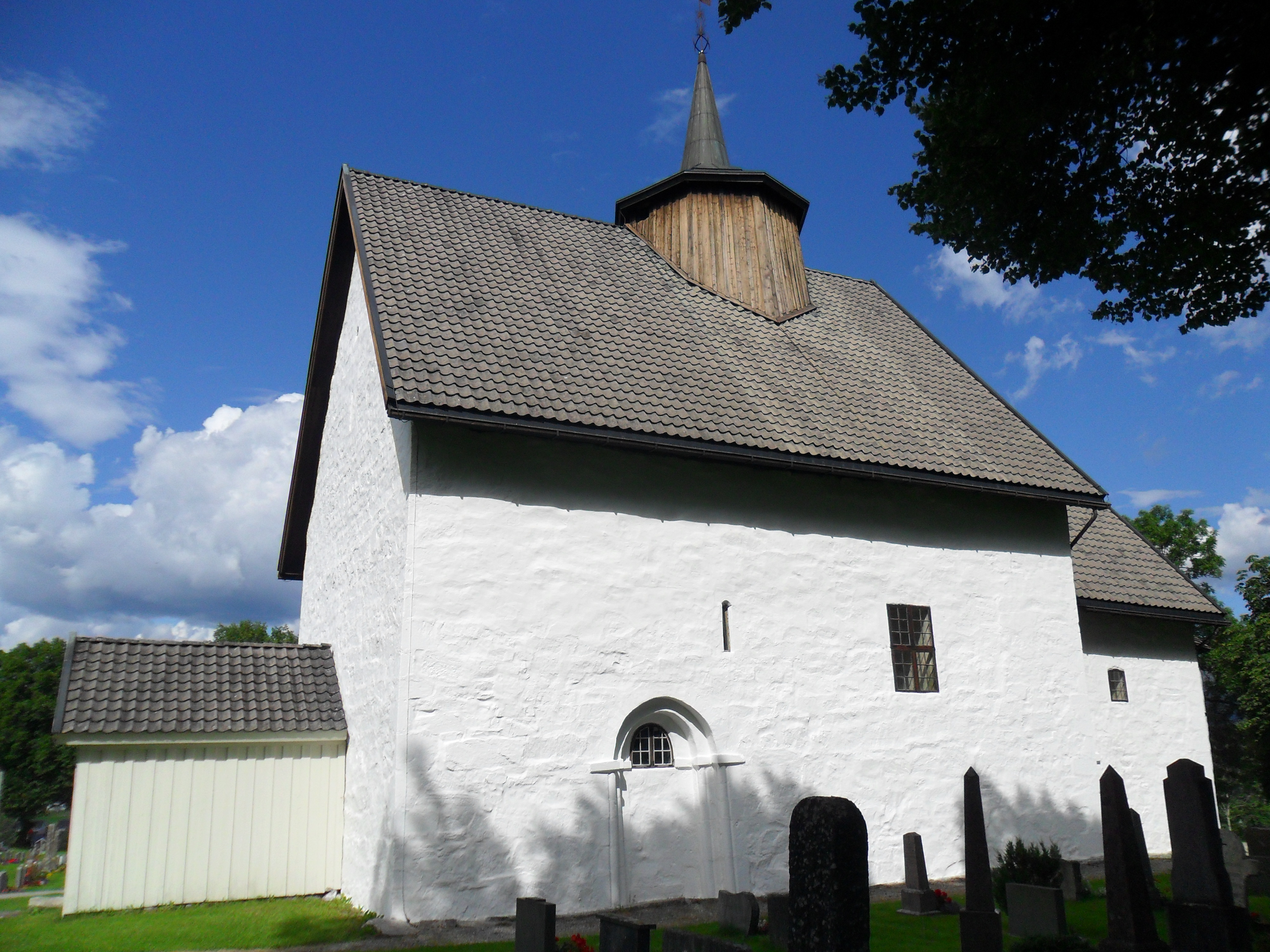
كنيسة بو القديمة

## الاقتصاد والثقافة
يعتمد اقتصاد بو بشكل أساسي على الزراعة وإدارة الغابات والسياحة والتعليم والمصالح الحكومية، وتشتهر بأكبر مدينة للألعاب المائية في النرويج (بو سومرلاند -Bø Sommarland) وكذلك باعتبارها أحد فروع الحرم الجامعي لجامعة جنوب شرق النرويج.
تعود كنيسة بو الخشبية القديمة Bø kyrkje إلى حوالي عام 1100 ميلادية، أما كنيستها الحديثة فأُسِّست عام 1875.